# Nätverket Forn Sed
Nätverket Forn Sed var ett hedniskt nätverk som grundades av lokalgrupper (godeord och blotlag) vilka lämnade Sveriges Asatrosamfund under våren 2004. Orsaken var enligt utbrytarna bland annat att Sveriges Asatrosamfund var för Stockholmscentrerat och inte stöttade lokalgrupperna tillräckligt mycket. Nätverkets verksamhet upphörde igen mot slutet av 00-talet.
Organisationen var uppbyggd utan en fast gemensam styrelse, alla gemensamma beslut togs via sändlista eller på Tinget där representanter för de olika lokalgrupperna möttes när behov uppstod. Det stod lokalgrupperna fritt att organisera sig efter eget godtycke, så länge man följde Nätverkets övergripande regler.
Gruppen hade starka antinazistiska grundtankar och vände sig mot vad de anser vara en växande etnifiering av religionen.

## Upplösning
2007 hade flera av blotlagen inom nätverket upphört helt eller lagts på is. Hemsidan omvandlades i samband med det till en blogg. I och med detta kan man säga att nätverket inte längre var verksamt. Ett närmande till Sveriges Asatrosamfund kunde dock märkas under 2008 då flera av nätverkets grupper valde att skriva om sin verksamhet i samfundets tidning Mimers källa. Ett flertal av de personer som varit ledande inom nätverket återinträdde också under denna period som medlemmar i samfundet. HBT-blotlaget Bilröst, som tillhört nätverket, deltog i Pridefestivalen 2009 under namnet Sveriges Asatrosamfund.

## Grupper
Grupper som har tillhört Nätverket Forn Sed:

### Svenska
- Torsgillet (hela Sverige)
- Blotlaget Uma (Umeå) EJ att förväxla med SKA-gruppen Uma
- Friggas Godeord (Stockholm)
- Regin Blotlag (Göteborg och Halland)
- Forn Sed Småland (Småland)
- Sunna Godeord (Skåne)
- Törens blotlag (Stockholm, sedermera uteslutna)

### Andra länder
- Sessrumnir Kindred (USA)
- Forn Sed Gotland (Spanien)

### Icke-geografiska
- Bilröst, en blotgrupp för HBT-personer (för homo-, bi-, och transpersoner).